# Heliconoides
Heliconoides is een geslacht van weekdieren uit de klasse van de Gastropoda (slakken).

## Soort
- Heliconoides inflatus (d'Orbigny, 1834)